# أوثر هاوس
أوثر هاوس (بالإنجليزية: AuthorHouse)‏ هي شركة للنشر الذاتي مقرها في الولايات المتحدة. يستخدم برنامج أوثر هاوس تقنية الطباعة عند الطلب. 

## التاريخ

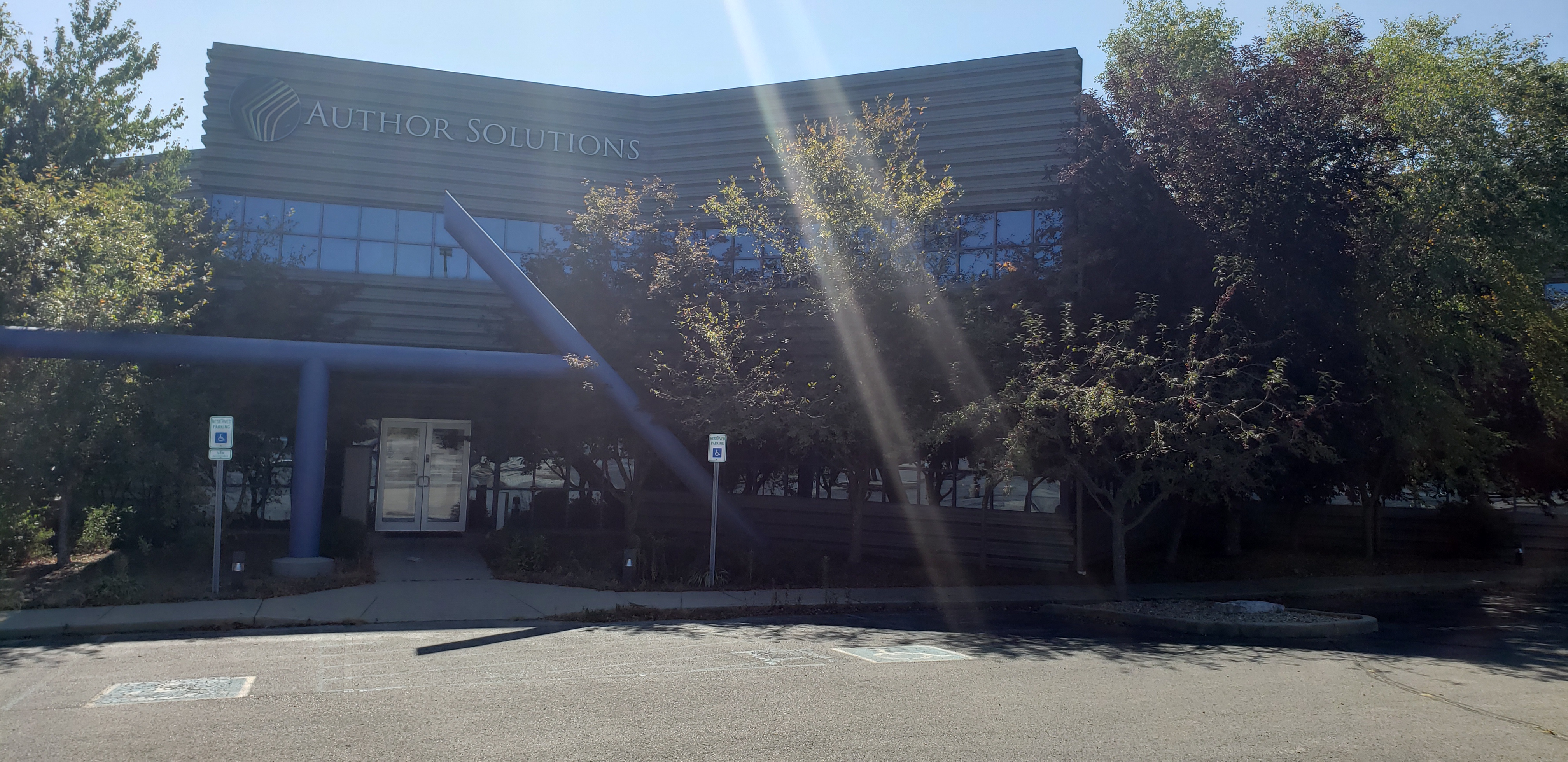
حلول أوثر هاوس

كانت تسمى في الأصل فرست بوكس، تأسست في بلومنجتون، إنديانا، الولايات المتحدة، في يناير 1997. ظهر أول كتاب إلكتروني في يونيو من ذلك العام. في يناير 1999، بدأت في استخدام تقنية الطباعة عند الطلب لإنتاج الكتب الورقية. يذكر موقع أوثر هاوس أن الشركة نشرت أكثر من 70000 عنوان كتبها 50000 مؤلف منذ عام 1997  افتتحت الشركة مكتبًا في ميلتون كينز، المملكة المتحدة، في مايو 2004. في أكتوبر 2005، تم ترشيح أوثر هاوس من قبل غرفة التجارة إنديانا لجائزة الأعمال الصغيرة لهذا العام. حاز برنامج أوثر هاوس على الجائزة الفضية في فئة صناعة الخدمات. 
اشترت مجموعة بيرترام كابيتال الاستثمارية ومقرها كاليفورنيا شركة أوثر هاوس في عام 2007.  

## روابط خارجية
- الموقع الرسمي